# Warner Bros.
Warner Bros. Entertainment céget a négy fivér, Harry Warner (1881–1958), Albert Warner (1883–1967), Sam Warner (1887–1927) és Jack L. Warner (1892–1978) alapította meg. Egymás között megosztották a tisztségeket: az egyikük az elnöki tisztet töltötte be, a többiek a forgalmazásért és a gyártásért feleltek. 1903-ban kezdték meg működésüket, de csak 1925-ben kezdődött a Warners Stúdió szárnyalása, amikor a cég hajlandó volt kockáztatni a hangosfilm technológiájával.

## Működésük
Első filmhangosítási kísérletüket, a saját fejlesztésű vitaphone eljárást a Don Juan című filmjükkel mutatták be, amely még némafilm volt ugyan, de a kísérőzenét már hanglemezről játszották le. 
1918-ban nyitották meg stúdiójukat a Sunset Boulevardon, Hollywoodban.
A dzsesszénekes és az 1928-ban bemutatott New York fényei korszakalkotó munkáik voltak. Az utóbbi volt az első párbeszédes hangosfilm a világon. 
A negyvenes években több nagy sztár szerződtetése garantálta a stúdió sikerét. Animációs filmjeik az élvonalba tartoztak. A Tapsi Hapsi és társai még ma is rendkívül népszerű figurák. 
1956-ban két Warner fivér eladta cégbeli érdekeltségét egy televíziós társaságnak. A hatvanas évek filmjei közül kasszasikereket a Nem félünk a farkastól és a Bonnie és Clyde jelentettek. 1967-ben Jack Warner értékesítette a még meglévő tulajdonrészét a Seven Arts vállalatnak. Ekkortájt készült számos sikerfilmjük, többek között Az ördögűző, majd 1989-ben bemutatták a Batman című filmsorozat első darabját, ami a filmtörténet egyik legnagyobb bevételét hozta meg a stúdió részére. Ugyanebben az évben a Warner fuzionált a Time sajtóbirodalmával, és létrehozták a világ egyik legnagyobb médiavállalkozását, a Time Warner Companyt. A Warner Bros birodalomba beletartozik a Warner Studios, Warner Bros Pictures, WB Television, Warner Home Video, Castle Rock Entertainment, Turner Entertainment, Dark Castle Entertainment, DC Comics, és a Cartoon Network Studios – ami a Hanna–Barbera rajzfilmeken keresztül lett világszerte ismert.

## Filmográfia

### 1920-as évek
- A Rin Tin Tin sorozat
- Don Juan (1926)
- A dzsesszénekes (The Jazz Singer) (1927)
- Disraeli (1929)

### 1930-as évek
- A Merrie Melodies és Looney Tunes rajzfilm sorozatok
- I Am a Fugitive from a Chain Gang (1931)
- 42nd Street (1933)
- Footlight Parade (1933)
- Flirtation Walk (1934)
- A Midsummer Night's Dream (1935)
- Blood kapitány (1935)
- The Story of Louis Pasteur (1936)
- Anthony Adverse (1936)
- Zola élete (1937)
- The Adventures of Robin Hood (1938)
- Jezebel (1938)
- Four Daughters (1938)
- Dark Victory (1939)
- A viharos húszas évek (1939)

### 1940-es évek
- All This and Heaven Too (1940)
- The Letter (1940)
- Knute Rockne, All American (1940)
- A máltai sólyom (1941)
- York őrmester (1941)
- Now, Voyager (1942)
- Yankee Doodle Dandy (1942)
- Casablanca (1942)
- Watch on the Rhine (1943)
- Arsenic and Old Lace (1944)
- Mildred Pierce (1945)
- To Have and Have Not (1944)
- Life with Father (1947)
- A Sierra Madre kincse (1948)
- Key Largo (1948)
- A kötél (Rope) (1948)

### 1950-es évek
- A vágy villamosa (A Streetcar Named Desire) (1951)
- Idegenek a vonaton (Strangers on a Train) (1951), forgalmazó
- Jack and the Beanstalk (1952), forgalmazó
- The Crimson Pirate (1952)
- Calamity Jane (1953)
- House of Wax (1953)
- Csillag születik (A Star Is Born) (1954)
- Gyilkosság telefonhívásra (1954)
- Haragban a világgal (1955)
- Édentől keletre (1955)
- Az üldözők (1956)
- A tévedés áldozata (The Wrong Man) (1956), forgalmazó
- Óriás (Giant) (1956)
- The Abominable Snowman (1957)
- The Pajama Game (1957)
- Szajonara (Sayonara) (1957)
- A herceg és a színésznő (The Prince and the Showgirl) (1957)
- The Naked and the Dead (1958), forgalmazó
- Mame néni (Auntie Mame) (1958)
- Damn Yankees (1958)
- House on Haunted Hill (1959)
- Egy apáca története (The Nun's Story) (1959)

### 1960-as évek
- The Sundowners (1960)
- A dicső tizenegy (1960)
- Gypsy (1962)
- The Music Man (1962)
- What Ever Happened to Baby Jane? (1962)
- My Fair Lady (1964)
- Nem félünk a farkastól (Who's Afraid of Virginia Woolf?) (1966)
- Camelot (1967)
- Bonnie és Clyde (1967)
- Bullitt (1968)
- The Wild Bunch (1969)

### 1970-es évek
- Klute (1971)
- Piszkos Harry (Dirty Harry) (1971)
- McCabe and Mrs. Miller (1971)
- Mechanikus narancs (1971)
- THX-1138 (1971)
- Deliverance (1972)
- Mi van, doki? (1972)
- Az ördögűző (1973)
- A Sárkány közbelép (Enter the Dragon) (1973)
- Aljas utcák (1973)
- Pokoli torony (1974)
- Fényes nyergek (Blazing Saddles) (1974)
- Alice már nem lakik itt (1974)
- Barry Lyndon (1975)
- Kánikulai délután (1975)
- A törvényen kívüli Josey Wales (The Outlaw Josey Wales) (1976)
- Exorcist II: The Heretic (1977)
- Superman (1978)
- Mindenáron vesztes (Every Which Way But Loose) (1978)
- 10 (1979, csak forgalmazás)

### 1980-as évek
- Caddyshack (1980, csak forgalmazás)
- Altered States (1980)
- Superman II. (1981)
- Tűzszekerek (1981)
- Garp szerint a világ (1982)
- Családi vakáció (National Lampoon's Vacation) (1983)
- Szörnyecskék (1984)
- Rendőrakadémia (1984)
- The Goonies (1985)
- Pee-wee's Big Adventure (1985)
- Jobb, ha hulla vagy (1986)
- Az eastwick-i boszorkányok (1987)
- Veszedelmes viszonyok (Dangerous Liaisons) (1988)
- The Accidental Tourist (1988)
- Sztálingrád (1989)
- Batman (1989)
- Miss Daisy sofőrje (1989)
- Karácsonyi vakáció (National Lampoon's Christmas Vacation) (1989)

### 1990-es évek
- Nagymenők (1990)
- Hiúságok máglyája (1990)
- Szörnyecskék 2. – Az új falka (1990)
- Joe és a vulkán (1990)
- JFK – A nyitott dosszié (1991)
- Ebek közt a legszemtelenebb (1991)
- Robin Hood, a tolvajok fejedelme (1991)
- Batman visszatér (1992)
- Nincs bocsánat (1992)
- A szökevény (The Fugitive) (1993)
- A pusztító (1993)
- Free Willy (1993)
- Testrablók (1993)
- Félelem nélkül (1993)
- Ace Ventura: Állati nyomozó (Ace Ventura) (1994)
- Lángoló jég (1994)
- Interjú a vámpírral (1994)
- Rapa Nui – A világ közepe (1994)
- A nagy ugrás (1994)
- Rendőrakadémia 7. – Moszkvai küldetés
- The Bridges of Madison County (1995)
- Ace Ventura 2. – Hív a természet (1995)
- Mindörökké Batman (1995)
- Szemtől szemben (1995)
- Space Jam – Zűr az űrben  (1996)
- Ha eljön a szombat (1996)
- A macskák nem táncolnak (1997)
- Batman és Robin (1997)
- Kapcsolat (Contact) (1997)
- Anna Karenina (1997)
- Tűz a mélyben (1997)
- Szigorúan bizalmas (1997)
- A bűvös kard – Camelot nyomában (1998)
- A gömb (1998)
- Csak egy kis pánik (1999)
- Tágra zárt szemek (1999)
- South Park: Bigger, Longer & Uncut (1999, a Paramounttal közösen)
- Mátrix (1999)
- Szuper haver (1999)
- Minden héten háború (1999)
- The Hunley (1999)

### 2000-es évek
- Kutyám, Skip (2000) (csak forgalmazó)
- Bérgyilkos a szomszédom (2000) (csak forgalmazó)
- Öld meg Rómeót! (2000)
- Ha szorít a szorító (2000) (csak forgalmazó)
- Pokémon 2000 – Bízz az erőben! (2000) (csak forgalmazó)
- Pletyka (2000)
- Háború a Földön (2000) (csak forgalmazó)
- Viharzóna (2000)
- Veszélyes körök (2000) (csak forgalmazó)
- Űrcowboyok (2000)
- A cserecsapat (2000)
- A harc mestere (2000)
- Csali (2000) (csak forgalmazó)
- Nem kutya (2000) (csak forgalmazó)
- Get Carter (2000)
- A jövő kezdete (2000)
- A vörös bolygó (2000) (csak forgalmazó)
- Túszharc (2000) (csak forgalmazó)
- Beépített szépség (2000) (csak forgalmazó)
- Műholdvevő a birkák közt (2000) (csak forgalmazó)
- Az ígéret megszállottja (2001)
- Véres Valentin (2001) (csak forgalmazó)
- Édes november (2001)
- Milliókért a pokolba (2001)
- Kutyafuttában (2001)
- Sebhelyek (2001) (csak forgalmazó)
- Pokémon 3. – Az öntudatlan betűi (2001) (csak forgalmazó)
- Felpörgetve (2001) (csak forgalmazó)
- Angyali szemek (2001) (csak forgalmazó)
- Kardhal (2001)
- Kutyák és macskák (2001)
- A. I. – Mesterséges értelem (2001)
- Ozmózis Jones – A belügyi nyomozó (2001)
- Törvényen kívül (2001) (csak forgalmazó)
- Kapás van! (2001)
- Rocksztár (2001)
- Kiképzés (2001)
- Atlantisz gyermekei (2001) (csak forgalmazó)
- Az arany markában (2001)
- 13 kísértet (2001) (csak forgalmazó)
- Harry Potter és a bölcsek köve (2001)
- A királyné nyakéke (2001) (csak forgalmazó)
- Ocean’s Eleven – Tripla vagy semmi (2001) (csak forgalmazó)
- Mi lenne, ha? (2001) (csak forgalmazó)
- Charlotte Gray (2001)
- Séta a múltba (2002)
- Az igazság nevében (2002)
- A kárhozottak királynője (2002)
- Igazság helyett (2001) (csak forgalmazó)
- Dögölj meg, Smaci! (2002)
- Az időgép (2002)
- Showtime – Végtelen és képtelen (2002)
- Kísérleti gyilkosság (2002)
- Álmatlanság (2002) (csak forgalmazó)
- Vagány nők klubja (2002) (csak forgalmazó)
- Scooby-Doo – A nagy csapat (2002)
- C-kosár (2002) (csak forgalmazó)
- Pindúr pandúrok – A mozifilm (2002)
- Mérges pókok (2002) (csak forgalmazó)
- Pluto Nash – Hold volt, hol nem volt (2002) (csak forgalmazó)
- Véres munka (2002)
- Költői szerelem (2002)
- Félelem.com (2002) (csak forgalmazó)
- Széftörők (2002)
- Kései bosszú (2002)
- Az igazság órája (2002) (csak forgalmazó)
- Ballistic – Robbanásig feltöltve (2002) (csak forgalmazó)
- Pokémon 4ever (2002) (csak forgalmazó)
- Fehér leander (2002)
- A szellemhajó (2002)
- Femme Fatale (2002) (csak forgalmazó)
- Harry Potter és a Titkok Kamrája (2002)
- Még egy kis pánik (2002)
- Két hét múlva örökké (2002) (csak forgalmazó)
- Kenguru Jack (2003)
- Istenek és hadvezérek (2003) (csak forgalmazó)
- Bölcsőd lesz a koporsód (2003) (csak forgalmazó)
- Álomcsapda (2003) (csak forgalmazó)
- Egy húron (2003) (csak forgalmazó)
- Miről álmodik a lány? (2003)
- A fehér csóka (2003)
- Mátrix – Újratöltve (2003)
- Apósok akcióban (2003) (csak forgalmazó)
- Terminátor 3. – A gépek lázadása (2003)
- Deszkások (2003) (csak forgalmazó)
- Trükkös fiúk (2003)
- Titokzatos folyó (2003)
- Mátrix – Forradalmak (2003)
- Bolondos dallamok – Újra bevetésen (2003)
- Gothika (2003)
- Az utolsó szamuráj (2003)
- Szerelemért szerelem (2003) (csak forgalmazó)
- Szabadság, szerelem (2004) (csak forgalmazó)
- Vas (2004)
- A nagy zsozsó (2004) (csak forgalmazó)
- We Don't Live Here Anymore (2004) (csak forgalmazó)
- A spártai (2004) (csak forgalmazó)
- Mielőtt lemegy a Nap (2004) (csak forgalmazó)
- Clifford nagy kalandja (2004)
- Starsky és Hutch (2004)
- Életeken át (2004)
- Scooby-Doo 2. – Szörnyek póráz nélkül (2004)
- Már megint bérgyilkos a szomszédom (2004) (csak forgalmazó)
- New York-i bújócska (2004)
- Trója (2004)
- Harry Potter és az azkabani fogoly (2004)
- Los Angeles-i tündérmese (2004)
- A Macskanő (2004)
- Yu-Gi-Oh! – A mozifilm (2004) (csak forgalmazó)
- Az ördögűző: A kezdet (2004) (csak forgalmazó)
- Rossz pénz (2004)
- Polar Expressz (2004)
- Hosszú jegyesség (2004) (csak forgalmazó)
- Nagy Sándor, a hódító (2004)
- Ocean’s Twelve – Eggyel nő a tét (2004)
- Az operaház fantomja (2004)
- Millió dolláros bébi (2004)
- Pata-csata (2005) (csak forgalmazó)
- Constantine, a démonvadász (2005)
- A fiók (2005) (csak forgalmazó)
- Duma – A vadon hívó szava (2005)
- Beépített szépség 2. – Csábítunk és védünk (2005) (csak forgalmazó)
- Az ördögűző: Domínium (2005) (csak forgalmazó)
- Viasztestek (2005)
- Négyen egy gatyában (2005)
- A sziget (2005 Dreamworks-szel)
- Batman: Kezdődik! (2005)
- Charlie és a csokigyár (2005)
- Kutyátlanok kíméljenek (2005)
- Hazárd megye lordjai (2005)
- Mennydörgő robaj (2005) (csak forgalmazó)
- Durr, durr és csók (2005)
- A halott menyasszony (2005)
- Jó estét, jó szerencsét! (2005) (csak forgalmazó)
- Kőkemény Minnesota (2005)
- Harry Potter és a Tűz Serlege (2005)
- Sziriána (2005)
- Azt beszélik (2005)
- Tűzfal (2006)
- 16 utca (2006) (csak forgalmazó)
- V mint vérbosszú (2006)
- ATL (2006) (csak forgalmazó)
- Poseidon (2006)
- Ház a tónál (2006)
- Superman visszatér (2006)
- Lány a vízben (2006)
- Hangya boy (2006)
- Beerfest (2006) (csak forgalmazó)
- The Wicker Man (2006) (csak forgalmazó)
- A forrás (2006)
- A tégla (2006)
- A tökéletes trükk (2006)
- A dicsőség zászlaja (2006)
- Táncoló talpak (2006) (csak forgalmazó)
- Véres gyémánt (2006)
- Unaccompained Minors (2006)
- A jó német (2006)
- Levelek Ivo Dzsimáról (2006)
- 300  (2007)
- Harry Potter és a Főnix Rendje (2007)
- Zodiákus  (2007 a Paramount-tal)
- TMNT – Tini nindzsa teknőcök (2007)
- A tíz csapás (2007)
- Szerencse dolga (2007)
- Ocean’s Thirteen – A játszma folytatódik (2007)
- Nancy Drew – A hollywoodi rejtély (2007)
- Nászfrász (2007)
- Ízlések és pofonok (2007)
- Invázió (2007)
- Michael Clayton (2007 csak forgalmazó)
- Jesse James meggyilkolása, a tettes a gyáva Robert Ford (2007)
- A másik én (2007 csak forgalmazó)
- A szeretet szimfóniája (2007)
- Télbratyó (2007)
- Beowulf – Legendák lovagja (2007 csak forgalmazó, Paramount-tal)
- Sweeney Todd, a Fleet Street démoni borbélya (2007 Paramount-tal)
- Legenda vagyok (2007)
- A bakancslista (2007)
- P.S. I Love You (2007 csak forgalmazó)
- Nem fogadott hívás  (2008, csak forgalmazó)
- Bolondok aranya  (2008)
- I. e. 10 000  (2008)
- Speed Racer – Totál turbó  (2008)
- Zsenikém – Az ügynök haláli  (2008)
- A sötét lovag  (2008)
- Star Wars: A klónok háborúja  (2008, csak forgalmazó)
- Négyen egy gatyában 2.  (2008)
- Spíler  (2008)
- Gettómilliomos  (2008, csak USA-n kívüli forgalmazás, Fox Searchlight-tal)
- Éjjel a parton  (2008)
- Hazugságok hálója  (2008, csak forgalmazó)
- Az igenember  (2008)
- Benjamin Button különös élete  (2008, Paramount-tal)
- Tintaszív  (2008, csak forgalmazó)
- Gran Torino  (2008, csak forgalmazó)
- Watchmen: Az őrzők (2009, Paramount-tal)
- Harry Potter és a félvér herceg (2009)
- Sherlock Holmes (2009)
- Megint 17 (2009)
- Terminátor: Megváltás (2009, Columbia Pictures-szel)
- Másnaposok (2009)

### 2010-es évek
- Kutyák és macskák: A rusnya macska bosszúja (2010)
- Harry Potter és a Halál ereklyéi 1. (2010)
- Az Őrzők legendája (2010)
- Harry Potter és a Halál ereklyéi 2. (2011)
- Sherlock Holmes 2. – Árnyjáték (2012)
- Magic Mike (2012)
- A sötét lovag – Felemelkedés (2012)
- Az Argo-akció (2012)
- A hobbit: Váratlan utazás (2012)
- A lehetetlen (2012, csak forgalmazó)
- Az óriásölő (2013)
- Másnaposok 3. (2013)
- Az acélember (2013)
- Gravitáció (2013)
- Scooby-Doo! Rejtély a bajnokságon (2014)
- Holtpont (2015)
- Fekete mise (2015)
- A tenger szívében (2015)
- Legendás állatok és megfigyelésük (2016)
- Tarzan legendája (2016)
- Kong: Koponya-sziget (2017)
- Wonder Woman (2017)
- Az (2017)
- Legendás állatok: Grindelwald bűntettei (2018)
- Aquaman (2018)
- Shazam! (2019)
- Az - Második fejezet (2019)
- Godzilla II - A szörnyek királya (2019)
- Joker (2019)
- Árva Brooklyn (2019)

### 2020-as évek
- Batman (2022)

## Fordítás
- Ez a szócikk részben vagy egészben  a   Warner_Bros. című angol Wikipédia-szócikk fordításán alapul.  Az eredeti cikk szerkesztőit annak laptörténete sorolja fel. Ez a jelzés csupán a megfogalmazás eredetét és a szerzői jogokat jelzi, nem szolgál a cikkben szereplő információk forrásmegjelöléseként.